# Critérium du Dauphiné Libéré 2006
De 58e editie van de Dauphiné Libéré werd gehouden van 4 juni tot en met 11 juni 2006 in Frankrijk.

## Startlijst
Euskaltel-Euskadi
- 1.  Iban Mayo
- 2.  Joseba Albizu
- 3.  Iker Camaño
- 4.  Koldo Fernández
- 5.  Aitor Hernández
- 6.  Iban Iriondo
- 7.  Iñaki Isasi
- 8.  Aketza Peña Iza

Phonak Hearing Systems
- 11.  Floyd Landis
- 12.  Bert Grabsch
- 13.  Ryder Hesjedal
- 14.  Nicolas Jalabert
- 15.  Koos Moerenhout
- 16.  Uroš Murn
- 17.  Florian Stalder
- 18. —

Team Gerolsteiner
- 21.  Levi Leipheimer
- 22.  Frank Høj
- 23.  David Kopp
- 24.  Sebastian Lang
- 25.  Andrea Moletta
- 26.  Ronny Scholz
- 27.  Fabian Wegmann
- 28.  Peter Wrolich

Discovery Channel
- 31.  Jaroslav Popovytsj
- 32.  José Azevedo
- 33.  Michael Barry
- 34.  Stijn Devolder
- 35.  Vladimir Goesev
- 36.  George Hincapie
- 37.  Egoi Martínez
- 38.  Benjamín Noval

Astana-Würth
- 41.  Aleksandr Vinokoerov
- 42.  Dariusz Baranowski
- 43.  Carlos Barredo
- 44.  Andrej Kasjetsjkin
- 45.  Daniel Navarro
- 46.  Sérgio Paulinho
- 47.  Unai Osa
- 48.  José Joaquín Rojas

Cofidis, le Credit par Telephone
- 51.  Sylvain Chavanel
- 52.  Stéphane Augé
- 53.  Frédéric Bessy
- 54.  Leonardo Bertagnolli
- 55.  Bingen Fernández
- 56.  Nicolas Inaudi
- 57.  David Moncoutié
- 58.  Bradley Wiggins

Saunier Duval-Prodir
- 61.  Leonardo Piepoli
- 62.  Nicolas Fritsch
- 63.  Ángel Gómez
- 64.  Piotr Mazur
- 65.  Marco Pinotti
- 66.  Christophe Rinero
- 67.  Riccardo Riccò
- 68.  Guido Trentin

Crédit Agricole
- 71.  Pietro Caucchioli
- 72.  Anthony Charteau
- 73.  Christophe Edaleine
- 74.  Dmitri Fofonov
- 75.  Thor Hushovd
- 76.  Mads Kaggestad
- 77.  Christophe Le Mével
- 78.  Mark Renshaw

Caisse d'Epargne-Illes Balears
- 81.  Alejandro Valverde
- 82.  David Arroyo
- 83.  Florent Brard
- 84.  Imanol Erviti
- 85.  José Vicente García
- 86.  Óscar Pereiro
- 87.  Nicolas Portal
- 88.  Xabier Zandio

Davitamon-Lotto
- 91.  Christopher Horner
- 92.  Nick Gates
- 93.  Nick Ingels
- 94.  Josep Jufré
- 95.  Jan Kuyckx
- 96.  Pieter Mertens
- 97.  Preben Van Hecke
- 98.  Wim Van Huffel

AG2R Prevoyance
- 101.  Francisco Mancebo
- 102.  José Luis Arrieta
- 103.  Mikel Astarloza
- 104.  Cyril Dessel
- 105.  Samuel Dumoulin
- 106.  Stéphane Goubert
- 107.  Christophe Moreau
- 108.  Ludovic Turpin

T-Mobile Team
- 111.  Óscar Sevilla
- 112.  Scott Davis
- 113.  Bastiaan Giling
- 114.  Bernhard Kohl
- 115.  Jörg Ludewig
- 116.  Eddy Mazzoleni
- 117.  Daniele Nardello
- 118.  Stephan Schreck

Rabobank
- 121.  Denis Mensjov
- 122.  Erik Dekker
- 123.  Thomas Dekker
- 124.  Pedro Horrillo
- 125.  Grischa Niermann
- 126.  Joost Posthuma
- 127.  Jukka Vastaranta
- 128.  Thorwald Veneberg

Française des Jeux
- 131.  Philippe Gilbert
- 132.  Rémy Di Grégorio
- 133.  Frédéric Guesdon
- 134.  Sébastien Joly
- 135.  Eric Leblacher
- 136.  Christophe Mengin
- 137.  Francis Mourey
- 138.  Benoît Vaugrenard

Team CSC
- 141.  David Zabriskie
- 142.  Kurt-Asle Arvesen
- 143.  Lars Bak
- 144.  Volodymyr Hoestov
- 145.  Peter Luttenberger
- 146.  Stuart O'Grady
- 147.  Nicki Sørensen
- 148.  Brian Vandborg

Quick Step-Innergetic
- 151.  Filippo Pozzato
- 152.  Francesco Chicchi
- 153.  Wilfried Cretskens
- 154.  Addy Engels
- 155.  Ivan Santaromita
- 156.  Guido Trenti
- 157.  Cédric Vasseur
- 158.  Remmert Wielinga

Lampre-Fondital
- 161.  Matteo Bono
- 162.  Matteo Carrara
- 163.  Claudio Corioni
- 164.  Marco Marzano
- 165.  Danilo Napolitano
- 166.  Morris Possoni
- 167.  Sylwester Szmyd
- 168. —

Bouygues Telecom
- 171.  Thomas Voeckler
- 172.  Walter Bénéteau
- 173.  Mathieu Claude
- 174.  Pierrick Fédrigo
- 175.  Andy Flickinger
- 176.  Rony Martias
- 177.  Jérôme Pineau
- 178.  Didier Rous

Liquigas
- 181.  Vincenzo Nibali
- 182.  Mauro Da Dalto
- 183.  Francesco Failli
- 184.  Nicola Loda
- 185.  Marco Milesi
- 186.  Manuel Quinziato
- 187.  Marco Righetto
- 188.  Alessandro Spezialetti

Team Milram
- 191.  Andrij Hryvko
- 192.  Daniel Becke
- 193.  Sergio Ghisalberti
- 194.  Maksim Iglinski
- 195.  Mirco Lorenzetto
- 196.  Sebastian Siedler
- 197.  Alessandro Vanotti
- 198. —

Agritubel
- 201.  Juan Miguel Mercado
- 202.  Cédric Coutouly
- 203.  Hans Dekkers
- 204.  Moisés Dueñas
- 205.  Eduardo Gonzalo
- 206.  Christophe Laurent
- 207.  Benoît Salmon
- 208.  Benoît Sinner

## Etappe-overzicht
| etappe  | datum   | start                   | eindstreep       | afstand | winnaar          | land             |
| ------- | ------- | ----------------------- | ---------------- | ------- | ---------------- | ---------------- |
| Proloog | 4 juni  | Annecy                  | Annecy           | 4,1 km  | David Zabriskie  | Verenigde Staten |
| 1e      | 5 juni  | Annecy                  | Bourgoin-Jallieu | 207 km  | Fabian Wegmann   | Duitsland        |
| 2e      | 6 juni  | Bourgoin-Jallieu        | Saint-Galmie     | 203 km  | Philippe Gilbert | België           |
| 3e      | 7 juni  | Bourg-de-Péage          | Bourg-de-Péage   | 43 km   | David Zabriskie  | Verenigde Staten |
| 4e      | 8 juni  | Tain-l'Hermitage        | Mont-Ventoux     | 186 km  | Denis Mensjov    | Rusland          |
| 5e      | 9 juni  | Sisteron                | Briançon         | 155 km  | Ludovic Turpin   | Frankrijk        |
| 6e      | 10 juni | Briançon                | La Toussuire     | 169 km  | Iban Mayo        | Spanje           |
| 7e      | 11 juni | Saint-Jean-de-Maurienne | Grenoble         | 131 km  | Thor Hushovd     | Noorwegen        |

## Etappe-uitslagen

### Proloog
| rang | renner             | land             | tijd  |
| ---- | ------------------ | ---------------- | ----- |
| 1    | David Zabriskie    | Verenigde Staten | 4'35" |
| 2    | George Hincapie    | Verenigde Staten | op 2" |
| 3    | Stuart O'Grady     | Australië        | op 6" |
| 4    | Sebastian Lang     | Duitsland        | op 7" |
| 5    | Joost Posthuma     | Nederland        | op 8" |
| 6    | Stijn Devolder     | België           | z.t.  |
| 7    | Alejandro Valverde | Spanje           | z.t.  |
| 8    | Vladimir Goesev    | Rusland          | z.t.  |
| 9    | Floyd Landis       | Verenigde Staten | z.t.  |
| 10   | Andrej Kasjetsjkin | Kazachstan       | op 9" |

### 1e etappe
| rang | renner             | land             | tijd       |
| ---- | ------------------ | ---------------- | ---------- |
| 1    | Fabian Wegmann     | Duitsland        | 5u 05' 36" |
| 2    | Thomas Voeckler    | Frankrijk        | z.t.       |
| 3    | Egoi Martínez      | Spanje           | z.t.       |
| 4    | Francisco Mancebo  | Spanje           | op 2"      |
| 5    | Danilo Napolitano  | Italië           | op 12"     |
| 6    | Sebastian Siedler  | Duitsland        | z.t.       |
| 7    | Chris Horner       | Verenigde Staten | z.t.       |
| 8    | José Joaquín Rojas | Spanje           | z.t.       |
| 9    | Philippe Gilbert   | België           | z.t.       |
| 10   | Mauro Da Dalto     | Italië           | z.t.       |

### 2e etappe
| rang | renner             | land       | tijd       |
| ---- | ------------------ | ---------- | ---------- |
| 1    | Philippe Gilbert   | België     | 4u 45' 53" |
| 2    | Samuel Dumoulin    | Frankrijk  | op 5' 19"  |
| 3    | Peter Wrolich      | Oostenrijk | op 5' 23"  |
| 4    | Thor Hushovd       | Noorwegen  | z.t.       |
| 5    | Fabian Wegmann     | Duitsland  | z.t.       |
| 6    | Marco Marzano      | Italië     | z.t.       |
| 7    | Stuart O'Grady     | Australië  | z.t.       |
| 8    | Francisco Mancebo  | Spanje     | z.t.       |
| 9    | Maksim Iglinski    | Kazachstan | z.t.       |
| 10   | Alejandro Valverde | Spanje     | z.t.       |

### 3e etappe
| rang | renner             | land             | tijd     |
| ---- | ------------------ | ---------------- | -------- |
| 1    | David Zabriskie    | Verenigde Staten | 52' 48"  |
| 2    | Floyd Landis       | Verenigde Staten | + 0' 53" |
| 3    | Levi Leipheimer    | Verenigde Staten | + 1' 16" |
| 4    | George Hincapie    | Verenigde Staten | + 1' 34" |
| 5    | Bert Grabsch       | Duitsland        | + 1' 38" |
| 6    | Marco Pinotti      | Italië           | + 1' 54" |
| 7    | Vladimir Goesev    | Rusland          | + 1' 54" |
| 8    | Jaroslav Popovytsj | Oekraïne         | + 1' 57" |
| 9    | Alejandro Valverde | Spanje           | + 2' 02" |
| 10   | Sebastian Lang     | Duitsland        | + 2' 03" |

### 4e etappe
| rang | renner            | land             | tijd       |
| ---- | ----------------- | ---------------- | ---------- |
| 1    | Denis Mensjov     | Rusland          | 4u 50' 37" |
| 2    | Christophe Moreau | Frankrijk        | z.t.       |
| 3    | Levi Leipheimer   | Verenigde Staten | op 15"     |
| 4    | José Azevedo      | Portugal         | op 29"     |
| 5    | Sylvain Chavanel  | Frankrijk        | op 54"     |
| 6    | Bernhard Kohl     | Oostenrijk       | z.t.       |
| 7    | Francisco Mancebo | Spanje           | op 1' 04"  |
| 8    | Sérgio Paulinho   | Portugal         | op 1' 15"  |
| 9    | Pietro Caucchioli | Italië           | op 1' 19"  |
| 10   | Maksim Iglinski   | Kazachstan       | op 1' 30"  |

### 5e etappe
| rang | renner            | land             | tijd       |
| ---- | ----------------- | ---------------- | ---------- |
| 1    | Ludovic Turpin    | Frankrijk        | 4h 08' 49" |
| 2    | Iban Mayo         | Spanje           | + 0' 26"   |
| 3    | Francisco Mancebo | Spanje           | + 0' 27"   |
| 4    | Pietro Caucchioli | Italië           | + 0' 37"   |
| 5    | Leonardo Piepoli  | Italië           | + 0' 41"   |
| 6    | George Hincapie   | Verenigde Staten | + 0' 48"   |
| 7    | Christophe Moreau | Frankrijk        | z.t.       |
| 8    | Levi Leipheimer   | Verenigde Staten | z.t.       |
| 9    | Denis Mensjov     | Rusland          | z.t.       |
| 10   | Bernhard Kohl     | Oostenrijk       | + 0' 51"   |

### 6e etappe
| rang | renner             | land             | tijd       |
| ---- | ------------------ | ---------------- | ---------- |
| 1    | Iban Mayo          | Spanje           | 5u 01' 42" |
| 2    | Alejandro Valverde | Spanje           | op 1' 21"  |
| 3    | Christophe Moreau  | Frankrijk        | op 1' 37"  |
| 4    | Levi Leipheimer    | Verenigde Staten | z.t.       |
| 5    | Leonardo Piepoli   | Italië           | z.t.       |
| 6    | Bernhard Kohl      | Oostenrijk       | op 2' 00"  |
| 7    | José Azevedo       | Portugal         | op 2' 37"  |
| 8    | Francisco Mancebo  | Spanje           | op 3' 17"  |
| 9    | Óscar Sevilla      | Spanje           | op 3' 26"  |
| 10   | Pietro Caucchioli  | Italië           | z.t.       |

### 7e etappe
| rang | renner                 | land             | tijd       |
| ---- | ---------------------- | ---------------- | ---------- |
| 1    | Thor Hushovd           | Noorwegen        | 3u 08' 17" |
| 2    | Samuel Dumoulin        | Frankrijk        | z.t.       |
| 3    | Philippe Gilbert       | België           | z.t.       |
| 4    | George Hincapie        | Verenigde Staten | z.t.       |
| 5    | Jérôme Pineau          | Frankrijk        | z.t.       |
| 6    | Francisco Mancebo      | Spanje           | z.t.       |
| 7    | Vladimir Goesev        | Rusland          | z.t.       |
| 8    | Alessandro Spezialetti | Italië           | z.t.       |
| 9    | Matteo Carrara         | Italië           | z.t.       |
| 10   | Óscar Pereiro          | Spanje           | z.t.       |

## Eindklassementen
| Plaats    | Naam               | Ploeg                 | Tijd      |
| --------- | ------------------ | --------------------- | --------- |
| Gele trui | Levi Leipheimer    | Team Gerolsteiner     | 28u07'06" |
| 2         | Christophe Moreau  | Ag2r Prévoyance       | +01' 48"  |
| 3         | Bernhard Kohl      | T-Mobile Team         | +02' 51"  |
| 4         | José Azevedo       | Discovery Channel     | +03' 00"  |
| 5         | Francisco Mancebo  | Ag2r Prévoyance       | +03' 29"  |
| 6         | Denis Mensjov      | Rabobank              | +04' 14"  |
| 7         | Alejandro Valverde | Caisse d'Epargne-IB   | +04' 21"  |
| 8         | Leonardo Piepoli   | Saunier Duval-Prodir  | +05' 13"  |
| 9         | Pietro Caucchioli  | Crédit Agricole       | +05' 45"  |
| 10        | George Hincapie    | Discovery Channel     | +06' 48"  |
|           |                    |                       |           |
| 42        | Joost Posthuma     | Rabobank              | +44' 07"  |
| 43        | Philippe Gilbert   | La Française des Jeux | +47' 40"  |

| Plaats      | Naam              | Ploeg                 | Punten |
| ----------- | ----------------- | --------------------- | ------ |
| Groene trui | Francisco Mancebo | Ag2r Prévoyance       | 69     |
| 2           | Philippe Gilbert  | La Française des Jeux | 60     |
| 3           | George Hincapie   | Discovery Channel     | 57     |

| Plaats        | Naam              | Ploeg             | Punten |
| ------------- | ----------------- | ----------------- | ------ |
| Bolletjestrui | Christophe Moreau | Ag2r Prévoyance   | 162    |
| 2             | Levi Leipheimer   | Team Gerolsteiner | 126    |
| 3             | Denis Mensjov     | Rabobank          | 119    |

| Plaats      | Naam              | Ploeg             | Punten |
| ----------- | ----------------- | ----------------- | ------ |
| Oranje trui | Christophe Moreau | Ag2r Prévoyance   | 244    |
| 2           | Levi Leipheimer   | Team Gerolsteiner | 221    |
| 3           | Denis Mensjov     | Rabobank          | 171    |

| Plaats | Ploeg                          | Tijd      |
| ------ | ------------------------------ | --------- |
|        | Ag2r Prévoyance                | 84u40'11" |
| 2      | Discovery Channel              | +03' 02"  |
| 3      | Caisse d'Epargne-Illes Balears | +07' 43"  |

## Uitvallers

### 2e etappe
- Nick Gates (Davitamon-Lotto)
- Mirco Lorenzetto (Team Milram)
- Eric Leblacher (Française des Jeux)[1]

### 3e etappe
- Daniel Navarro (Würth)[1]

### 4e etappe
- Nick Ingels (Davitamon-Lotto)
- Hans Dekkers (Agritubel)

### 5e etappe
- Leonardo Bertagnolli (Cofidis, le Credit par Telephone)
- Preben Van Hecke (Davitamon-Lotto)
- Iban Iriondo (Euskaltel-Euskadi)
- Danilo Napolitano (Lampre-Fondital)
- Francesco Chicchi (Quick Step-Innergetic)
- Scott Davis (T-Mobile Team)
- Jörg Ludewig (T-Mobile Team)
- Sergio Ghisalberti (Team Milram)[1]
- Erik Dekker (Rabobank)[1]

### 6e etappe
- Benoît Sinner (Agritubel)[2]
- Mauro Da Dalto (Liquigas)[2]
- Joseba Albizu (Euskaltel-Euskadi)[2]
- Koldo Fernández (Euskaltel-Euskadi)
- David Moncoutié (Cofidis, le Credit par Telephone)
- Nicolas Fritsch (Saunier Duval-Prodir)
- Mark Renshaw (Credit Agricole)
- Imanol Erviti (Caisse d'Epargne-Illes Balears)
- Jan Kuyckx (Davitamon-Lotto)
- Ludovic Turpin (AG2R Prevoyance)
- Daniele Nardello (T-Mobile Team)
- Addy Engels (Quick Step-Innergetic)
- Mathieu Claude (Bouygues Telecom)
- Rony Martias (Bouygues Telecom)
- Marco Righetto (Liquigas)
- Sebastian Siedler (Team Milram)
- Christophe Laurent (Agritubel)

### 7e etappe
- Fabian Wegmann (Gerolsteiner)[2]
- David Kopp (Gerolsteiner)
- Thorwald Veneberg (Rabobank)
- Vincenzo Nibali (Liquigas)
- Wim Van Huffel (Davitamon-Lotto)

1947 · 1948 · 1949 · 1950 · 1951 · 1952 · 1953 · 1954 · 1955 · 1956 · 1957 · 1958 · 1959 · 1960 · 1961 · 1962 · 1963 · 1964 · 1965 · 1966 · 1967 · 1968 · 1969 · 1970 · 1971 · 1972 · 1973 · 1974 · 1975 · 1976 · 1977 · 1978 · 1979 · 1980 · 1981 · 1982 · 1983 · 1984 · 1985 · 1986 · 1987 · 1988 · 1989 · 1990 · 1991 · 1992 · 1993 · 1994 · 1995 · 1996 · 1997 · 1998 · 1999 · 2000 · 2001 · 2002 · 2003 · 2004 · 2005 · 2006 · 2007 · 2008 · 2009 · 2010 · 2011 · 2012 · 2013 · 2014 · 2015 · 2016 · 2017 · 2018 · 2019 · 2020 · 2021 · 2022 · 2023 · 2024  · 2025 · 2026
 Parijs-Nice · 
 Tirreno-Adriatico · 
 Milaan-San Remo · 
 Ronde van Vlaanderen · 
 Gent-Wevelgem · 
 Ronde van het Baskenland · 
 Parijs-Roubaix · 
 Amstel Gold Race · 
 Waalse Pijl · 
 Luik-Bastenaken-Luik · 
 Ronde van Romandië · 
 Ronde van Catalonië · 
 Ronde van Italië · 
 Critérium du Dauphiné Libéré · 
 Ronde van Zwitserland · 
 Ploegentijdrit Eindhoven · 
 Ronde van Frankrijk · 
 Vattenfall Cyclassics · 
 Ronde van Duitsland · 
 Clásica San Sebastián · 
  ENECO Tour · 
 Ronde van Spanje · 
 GP Ouest-France-Plouay · 
 Ronde van Polen · 
 Kampioenschap van Zürich · 
 Parijs-Tours · 
 Ronde van Lombardije